# Leonardo Torres y Quevedo
Leonardo Torres y Quevedo, noto come Leonardo Torres Quevedo (Santa Cruz de Iguña, 28 dicembre 1852 – Madrid, 18 dicembre 1936), è stato un ingegnere e matematico spagnolo.

## Biografia
Torres è nato il 28 dicembre 1852 nella località di Santa Cruz di Iguña, comune di Molledo (Cantabria), Spagna. La sua famiglia visse principalmente a Bilbao, dove il padre lavorava come ingegnere nel settore ferroviario, ma trascorse lunghi periodi anche nella casa di proprietà della famiglia materna nella Cordigliera Cantabrica. Egli studiò a Bilbao e completò la scuola superiore a Parigi. Nel 1870, il padre si trasferì per lavoro a Madrid portando con sé la famiglia. Lo stesso anno, Torres iniziò gli studi universitari nella Escuela Oficial del Cuerpo de Ingenieros de Caminos. Sospese temporaneamente i suoi studi nel 1873 per arruolarsi come volontario alla difesa di Bilbao, accerchiata dalle truppe carliste, durante la terza guerra carlista. Ritornato a Madrid si laureò brillantemente nel 1876.
Torres Iniziò la carriera lavorativa nella stessa compagnia ferroviaria per la quale aveva lavorato il padre ma, poco dopo, intraprese un lungo viaggio in Europa per conoscere i progressi scientifici e tecnologici nel settore dell'elettricità. Tornato in Spagna prese residenza a Santander dove, messosi in proprio, si dedicò a studi e ricerche che lo occuparono per il corso di tutta la vita e i cui primi risultati furono pubblicati in un articolo scientifico nel 1893.
Si sposò nel 1885 ed ebbe otto figli.
Nel 1899 si trasferì a Madrid dove partecipò attivamente alla vita culturale della città. Grazie ai lavori svolti in quegli anni, divenne direttore del nuovo Laboratorio di Meccanica Applicata. Tra i lavori realizzati nel Laboratorio si evidenziano il cinematografo di Gonzalo Brañas e lo spettrografo a raggi X di Cabrera e Costa. Sempre nel 1889 entrò nell'Accademia Reale di Scienze Fisiche e Naturali di Madrid, di cui divenne presidente nel 1910.
Agli inizi del '900, Torres imparò il linguaggio internazionale Esperanto del quale divenne un attivo sostenitore.
Nel 1916 il re Alfonso XIII gli conferì la medaglia al valore civile (Echegaray Medal); nel 1918 rinunciò all'incarico di Ministro dello Sviluppo. Nel 1920 entrò nell'Accademia Reale di Spagna, occupando il posto che fu di Benito Pérez Galdós e diventò un membro del Dipartimento di Meccanica dell'Accademia delle scienze di Parigi. Nel 1922 la Sorbona lo nominò Dottore Onorario e, nel 1927 divenne uno dei dodici membri associati dell'Accademia.
Torres morì a Madrid, nel cuore della guerra civile spagnola il 18 dicembre 1936, dieci giorni prima del suo ottantaquattresimo compleanno.

## Lavori

### Aerostatica
Nel 1902, Leonardo Torres Quevedo presentò all'Accademia delle Scienze di Madrid e Parigi il progetto di un nuovo tipo di dirigibile semirigido, che risolveva il problema della sospensione della cabina, grazie ad un telaio interno di cavi flessibili che sfruttavano la pressione interna per migliorare la rigidità del sistema.
Nel 1905, con l'aiuto di Alfredo Kindelán, Torres diresse la costruzione del primo dirigibile dell'esercito spagnolo, a Guadalajara. La costruzione fu completata con successo e il nuovo dirigibile España fece numerosi voli di esibizione. Nacque quindi una collaborazione tra Torres e la compagnia francese Astra che comprò il brevetto per costruire il dirigibile in tutte le nazioni esclusa la Spagna. Così nel 1911 cominciò la costruzione dei dirigibili noti come Astra-Torres. Alcuni di questi dirigibili furono acquistati dall'esercito francese e britannico all'inizio del 1913 e furono impiegati durante la prima guerra mondiale per diverse azioni, principalmente per la difesa navale e la ricognizione.
Nel 1918, Torres progettò, in collaborazione con l'ingegnere Emilio Herrera Linares, un dirigibile transatlantico, chiamato Hispania, con l'aspirazione che potesse effettuare il primo volo transatlantico. Il progetto ritardò per problemi finanziari, e furono i britannici John Alcock e Arthur Whitten Brown che per primi attraversarono l'Atlantico senza fermate da Dominion of Newfoundland all'Irlanda con un aeroplano bimotore, Vickers Vimy, in sedici ore e dodici minuti.

### Automa del gioco degli scacchi
All'inizio del 1910 Torres iniziò la costruzione di un automa detto El Ajedrecista (Il giocatore di scacchi) che era in grado di giocare automaticamente il finale di Re e Torre contro Re solo, muovendo i pezzi bianchi fino ad arrivare allo scacco. L'automa si serve di elettromagneti posti sotto la scacchiera: mediante placche e leve elettromagnetiche disposte sotto la scacchiera, la macchina percepisce i movimenti del Re nero e sposta i propri pezzi bianchi. La macchina si limitava a contrapporre un Re ed una Torre bianchi, mossi automaticamente, ad un Re nero mosso dal giocatore umano, ma nulla vieta, almeno in teoria, che il principio sia sviluppato in congegni molto più complessi, capaci di mettere in gioco tutti e trentadue i pezzi del gioco. L'elemento innovativo sta nel fatto che essa, con il suo cervello cibernetico, prevede e valuta istantaneamente tutte le risposte possibili e sceglie con altrettanta rapidità la mossa che la condurrà alla vittoria.
La macchina non sempre era precisa, e spesso metteva più del necessario a dare il matto, a causa del suo algoritmo non ottimizzato.
Il figlio di Leonardo, Gonzalo, ne fece una versione migliorata nel 1920.
È ancora possibile vedere El Ajedrecista in azione al Colegio de Ingenieros de Caminos, Canales y Puertos di Madrid.

### Funicolari

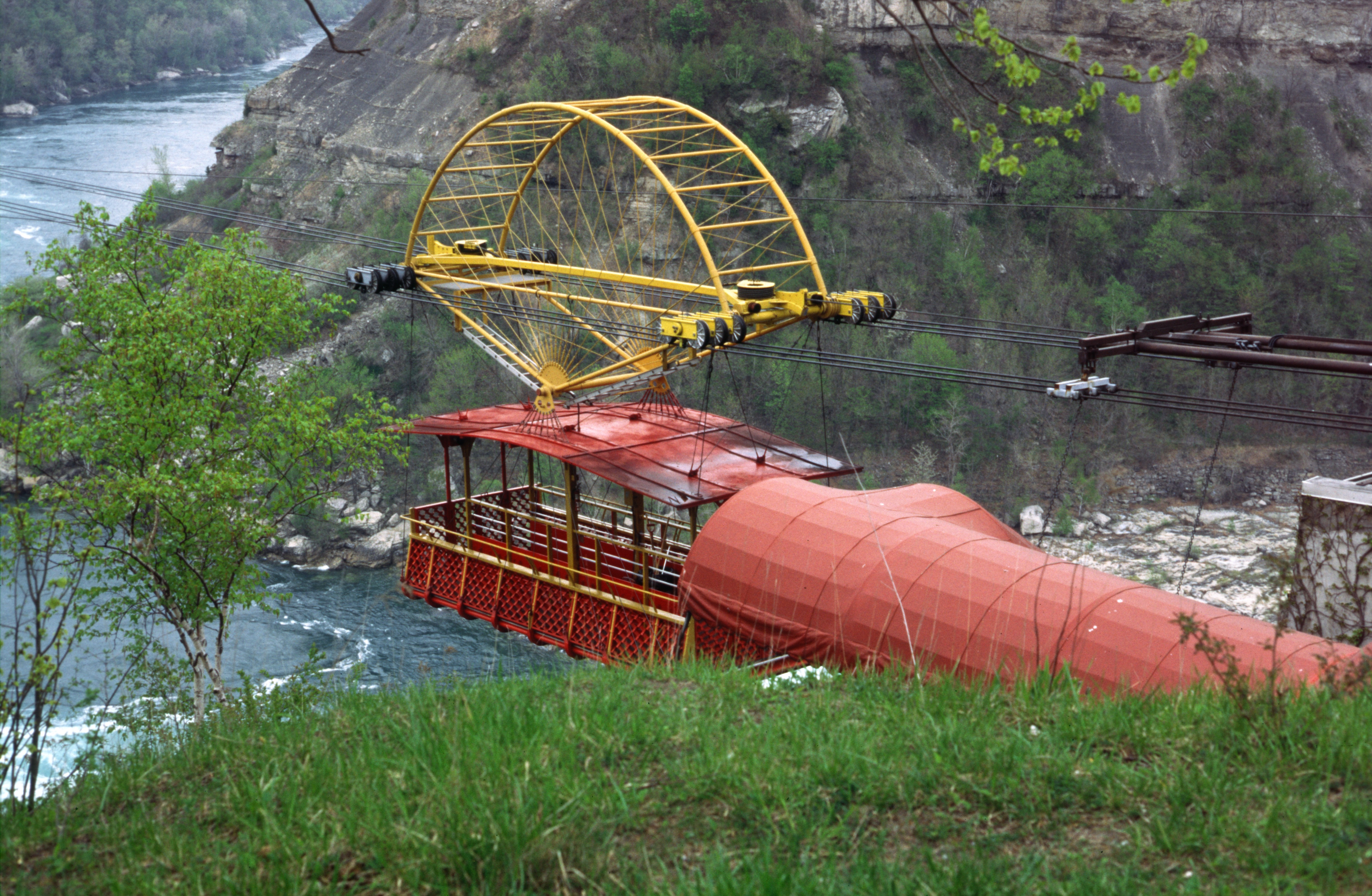
La funivia presso le cascate del Niagara.

Gli esperimenti di Torres nel settore delle funicolari iniziarono molto presto, durante la residenza nella sua città natale, Molledo. Lì, nel 1887, costruì la prima funicolare per attraversare un avvallamento di 40 metri. La funivia era lunga circa 200 metri ed era tirata da un paio di buoi. Questo esperimento gli permise di richiedere il primo brevetto che presentò nello stesso anno: una funivia con numerose cabine, con livello di sicurezza adatto al trasporto non solo delle merci ma anche delle persone. Successivamente costruì la funivia del Río León, più veloce e dotata di motore, che fu però utilizzata unicamente per il trasporto delle merci.
Nel 1890 presentò il progetto di una funicolare in Svizzera, una nazione molto interessata a questo mezzo di trasporto per la sua conformazione morfologica e che aveva già cominciato ad utilizzare le telecabine per i trasporti eccezionali. Il progetto di Torres fu però abbandonato, con commenti ironici da parte della stampa svizzera.
Nel 1907, Torres costruì la prima funivia per il trasporto pubblico di persone sul Monte Ulía (San Sebastián). Il problema della sicurezza fu risolto grazie ad un ingegnoso sistema di più funi di supporto. Il prototipo finale resisteva anche alla rottura di uno dei cavi di supporto. La realizzazione del progetto fu presa in carico dalla Società di Ingegneria di Bilbao, che costruì con successo diverse funivie in altri paesi, tra cui Chamonix e Rio de Janeiro.
La più famosa funicolare progettata da Torres, sebbene non sia la più importante dal punto di vista scientifico, è senza dubbio la Spanish Aerocar presso le Cascate del Niagara in Canada. La funicolare, che attraversa il gorgo del Niagara sul versante Canadese con una campata di 580 metri, fu costruita tra il 1914 e il 1916 con un progetto completamente spagnolo: ideata da uno spagnolo, fu finanziata con capitale spagnolo e realizzata dalla compagnia spagnola Niagara Spanish Aerocar Co. Limited. All'ingresso della stazione è presente una targa di bronzo che riporta la scritta: Spanish aerial ferry of the Niagara. Leonardo Quevedo Torres (1852–1936). Inaugurata ufficialmente l'8 agosto 1916, fu aperta al pubblico il giorno successivo. La funivia, che da allora ha subito solo modifiche irrilevanti, è tuttora funzionante e costituisce un'importante attrazione turistica.

### Radio Controllo: il "Telekino"
Nel luglio 1903, Leonardo Torres presentò all'Accademia delle Scienze di Parigi con una breve dimostrazione sperimentale il "Telekino" ossia un sistema avente lo scopo di comandare da lontano le manovre di una macchina attraverso un telegrafo con o senza fili. 
Il nome Telekino deriva dal greco "teles" e "kino" che significano da lontano ed in movimento. Nello stesso anno ottenne un brevetto in Francia, Spagna, Gran Bretagna, e Stati Uniti.
Il Telekino è un robot che esegue comandi trasmessi da onde elettromagnetiche. Esso costituisce il primo apparato radio controllato e fa di Torres un pioniere nel campo del controllo remoto. 
L'entusiasmo con cui venne accolto nell'Accademia francese permise all'Ateneo di Madrid di ricevere una sovvenzione dal governo per permettere all'ingegnere spagnolo di continuare i suoi esperimenti. Infatti il 9 gennaio 1904 "La Gazzetta di Madrid" pubblicò un ordine regale del Ministero dell'Agricoltura, Industria, Commercio ed Opere Pubbliche nella quale si annunciava la creazione a Madrid di un "Centro d'invenzioni dell'aeronautica" per lo studio tecnico e sperimentale del problema della navigazione e della direzione delle manovre dei motori a distanza. Il Centro d'invenzioni aeronautico si stabilì nel quartiere Beti-Jay in Calle Marques de Riscal 5 a Madrid. Già nel 1903 si riuscì a far muovere, fermarsi e cambiare direzione in un campo di calcio un triciclo provvisto di motore elettrico di misura media che veniva comandato da una distanza di 20/30 metri.
Grazie al finanziamento concesso riuscirono ad acquistare un pallone aerostatico per gli esperimenti aerei e tutti gli strumenti necessari per costruire un telekino a cui si applicò un motore migliorando l'elica ed il timone di una barca con motore elettrico di 4,5 metri che navigava nello stagno de "La Casa De Campo" a Madrid. Per contrastare l'inerzia dei motori elettrici Torres ideò i "recettori", costituiti da elementi elettromeccanici, nei quali si faceva uso di dischetti che giravano costituiti alcuni da materiale conduttore ed altri da materiale isolante e delle palle regolabili che si aprivano con la velocità chiudendo circuiti elettrici e con questi si otteneva un movimento oscillante che permetteva al motore di mantenere un regime costante.
Nel 1906 Torres presentò con successo la sua invenzione nel porto di Bilbao, guidando una barca dalla riva. All'evento parteciparono molte persone: Adolfo de Urquijo, presidente della commissione delle Invenzioni, i membri di quest'ultima, un grande numero d'ingegneri, architetti, medici ed altri liberi professionisti, i rappresentanti della stampa locale e nazionale, la commissione dei municipi di Arenas ed Algoria e moltissime persone di Bilbao stipate ai lati del fiume.
Nella scuola tecnica superiore di ingegneri di Caminos si possono trovare tutte le macchine e i dispositivi disegnati e costruiti da Torres y Quevedo; tra questi si trova anche il telekino originale.
Nel 2007, il prestigioso Institute of Electrical and Electronics Engineers (IEEE) diede un riconoscimento al Telekino nel campo dell'Ingegneria elettrica e informatica, sulla base del lavoro di ricerca svolto dal Prof. Antonio Pérez Yuste del Politecnico di Madrid.

### Calcolatori analogici
Un calcolatore analogico ricerca le soluzioni di determinate equazioni trasformandole in fenomeni fisici. I numeri sono infatti rappresentati da grandezze fisiche come posizioni angolari di corpi rotanti, potenziali, stati elettrici o stati elettromagnetici. 
Un processo matematico è trasformato in processi operativi che coinvolgono grandezze fisiche e portano ad uno stato fisico corrispondente alla soluzione matematica richiesta. 
Il problema matematico è dunque risolto grazie ad un modello fisico del problema stesso.  
Dalla metà del XIX secolo sono stati realizzati diversi strumenti meccanici di questo tipo, tra cui gli integratori, i moltiplicatori e il calcolatore analitico di Charles Babbage.
È in questo filone che si inserisce il lavoro di Torres.
Nel 1893 egli presentò un calcolatore algebrico all'Accademia spagnola delle Scienze e della Fisica. All'epoca, questo fu considerato un successo straordinario per la produzione scientifica spagnola. Nel 1895 i calcolatori algebrici furono presentati ad un congresso a Bordeaux. Più tardi, nel 1900, l'Accademia spagnola presentò i calcolatori all'Accademia delle Scienze di Parigi.
Questi calcolatori esaminavano analogie matematiche e fisiche sottostanti il calcolo analogico e le grandezze fisiche continue e ricercavano come stabilire meccanicamente le relazioni matematiche tra esse. Essi trattavano anche variabili complesse e usavano la scala logaritmica.
Torres costruì un'intera serie di calcolatori analogici tutti meccanici. Questi calcolatori usavano elementi conosciuti come aritmofori, costituiti da una parte mobile e da un indicatore che rendeva possibile la lettura della grandezza in base alla posizione assunta. La sopra citata parte mobile consisteva in un disco graduato o in un tamburo rotante attorno ad un asse: i suoi movimenti angolari sono proporzionali ai logaritmi delle grandezze rappresentate. Usando alcuni di questi elementi, Torres sviluppò un calcolatore in grado di risolvere equazioni algebriche, fino a otto termini, trovando anche le soluzioni complesse con una precisione inferiore al millesimo. Una parte di questo calcolatore di grande complessità meccanica, realizzava l'espressione meccanica dell'equazione matematica y=log(10^x+1), trasformando il logaritmo di una somma in somma di logaritmi. 

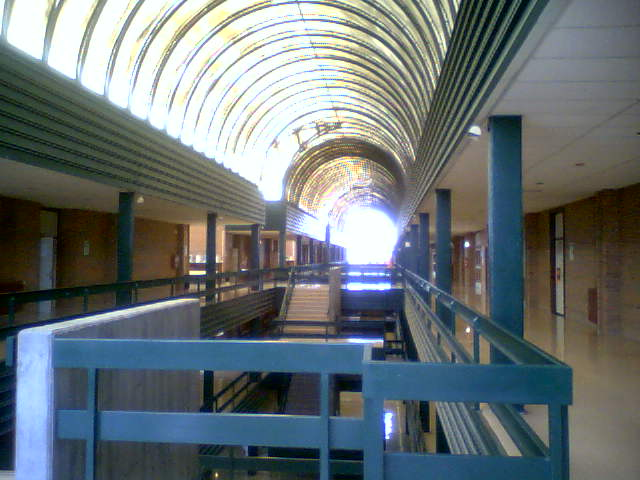
L'edificio Torres y Quevedo al Politecnico dell'Università di Saragozza.

Con l'introduzione del calcolatore analogico, la variabile poteva assumere qualsiasi valore, non solo valori discreti predefiniti. In una equazione polinomiale, le ruote, che rappresentano le incognite, ruotano e il risultato fornisce il valore della somma delle variabili. 
Quando questa somma coincide con il valore del secondo membro dell'equazione, la posizione della ruota, associata all'incognita, mostra una radice.
Torres costruì anche una macchina per risolvere le equazioni di secondo grado con coefficienti complessi e un integratore. 
Il calcolatore di Torres è conservato nel museo ETS de Ingenieros de Caminos del Politecnico di Madrid.

### Invenzioni pedagogiche
Negli ultimi anni della sua vita Torres concentrò la sua attenzione nel campo della pedagogia progettando dispositivi e macchinari che potessero aiutare gli insegnanti in taluni dei loro compiti. Si ricordano i brevetti per le macchine da scrivere (brevetti n.º 80121, 82369, 86155 y 87428), l'impaginazione marginale dei manuali (brevetti n.º 99176 y 99177), i puntatori proiettabili (brevetto n.º 116770) ed il proiettore didattico (brevetto n.º 117853).
Il puntatore proiettabile, corrispondente all'attuale puntatore laser, si basa sull'ombra prodotta da un corpo opaco che si muove vicino alla piastra proiettata: è quest'ombra che viene utilizzata come puntatore. Perciò disegnò un sistema articolato che permetteva di spostare, a piacere del relatore, uno o più punti di fianco alla piastra proiettata, segnalando le zone di interesse in trasparenza. Torres y Quevedo esprime così la necessità di questa invenzione: «Conosciamo bene le difficoltà di un professore nell'illustrare un discorso avvalendosi di proiezioni luminose. Ha bisogno di mettersi di fronte allo schermo stando attendo a non nascondere la figura proiettata per richiamare l'attenzione dei suoi alunni su dettagli che gli interessano».
Torres inoltre costruì un proiettore didattico in cui era stata migliorata la forma della piastra di vetro sede in cui venivano collocate le diapositive da proiettare.